# Disa pillansii
Disa pillansii är en orkidéart som beskrevs av Harriet Margaret Louisa Bolus. Disa pillansii ingår i släktet Disa och familjen orkidéer. Inga underarter finns listade i Catalogue of Life.